# Mali Lošinj
Mali Lošinj (tal. Lussinpiccolo) je grad na Kvarneru, u zapadnoj Hrvatskoj smješten na južnoj strani otoka Lošinja, sedmog otoka po veličini na Jadranu. To je administrativno, kulturno i financijsko središte zapadnog dijela Kvarnera.

## Zemljopis
Administrativna jedinica Grad Mali Lošinj površine 223 km², obuhvaća južni dio otoka Cresa, od zaljeva Koromačno i Ustrine, te otok Lošinj i skupinu manjih otoka: Unije, Ilovik, Susak, Male Srakane, Vele Srakane i niz nenaseljenih otočića.
Mali Lošinj najveće je hrvatsko otočno naselje i najveće naselje na svim Jadranskim otocima. Mali Lošinj je priobalno naselje, smješteno u dnu uvale, točnije luke Mali Lošinj. Okrenut je moru sa sjeverozapadne strane. Za nautički turizam vrlo važna luka jer je smještena na plovnom putu između Istre i Dalmacije.
Širenjem, na sjeveroistoku je Mali Lošinj izašao na istočnu stranu otoka, na lučicu Sv. Martin i uvalu Baldarka.
Na sjeverozapadnom dijelu se mjesto proširilo na sjeverozapadni „krak” otoka, sve do uvale i kanala Privlaka.
Na zapadu se proširio do zapadne obale otoka sve do rta Madona i uvale Čikat.
Na istoku se nalazi mjesto Veli Lošinj, do kojega vodi cesta uz koju je neprekinut niz kuća.

## Gradska naselja
Grad Mali Lošinj sastoji se od 14 naselja: Belej, Ćunski, Ilovik, Male Srakane, Mali Lošinj, Nerezine, Osor, Punta Križa, Susak, Sveti Jakov, Unije, Ustrine, Vele Srakane i Veli Lošinj.

## Klima
Mali Lošinj ima sredozemnu klimu s toplim, suhim ljetima i blagim, kišovitim zimama. Ljeti temperature često prelaze 28 °C, dok zimi rijetko padaju ispod 8 °C. Oborine su najčešće u jesen i zimu. Grad ima oko 2600 sunčanih sati godišnje, a vjetrovi poput bure i juga značajno utječu na vremenske uvjete. Najviša maksimalna dnevna temperatura izmjerena je 6. kolovoza 2017. i iznosi 39 °C, dok je najmanja izmjerena 23. siječnja 1963. i iznosila je –6,7 °C.

## Stanovništvo

### Popis 2021.
Prema popisu iz 2001. godine, grad Mali Lošinj ima 7537 stanovnika, i to po naseljima: Mali Lošinj 5564, Veli Lošinj 857, Nerezine 397, Susak 139, Ćunski 198, Ilovik 106, Unije 66, Osor 26, Belej 40, Punta Križa 46, Sveti Jakov 74, Ustrine 21, Vele Srakane 4 i Male Srakane 2 stanovnika.

### Popis 2001.
Prema popisu iz 2001. godine, grad Mali Lošinj ima 8388 stanovnika, i to po naseljima: Mali Lošinj 6296, Veli Lošinj 917, Nerezine 371, Susak 188, Ćunski 150, Ilovik 104, Unije 90, Osor 73, Belej 64, Punta Križa 61, Sveti Jakov 37, Ustrine 27, Vele Srakane 8 i Male Srakane 2 stanovnika.

### Popis 1991.
| broj stanovnika | 11862 | 11929 | 12271 | 12303 | 12267 | 13634 | 12058 | 11659 | 9079  | 8287  | 8168  | 6844  | 7466  | 8825  | 8388  | 8116  | 7537  |
|                 | 1857. | 1869. | 1880. | 1890. | 1900. | 1910. | 1921. | 1931. | 1948. | 1953. | 1961. | 1971. | 1981. | 1991. | 2001. | 2011. | 2021. |

| broj stanovnika | 5626  | 5658  | 5603  | 4975  | 4689  | 5530  | 4132  | 4014  | 2908  | 3247  | 3882  | 4278  | 5244  | 6566  | 6296  | 6091  | 5561  |
|                 | 1857. | 1869. | 1880. | 1890. | 1900. | 1910. | 1921. | 1931. | 1948. | 1953. | 1961. | 1971. | 1981. | 1991. | 2001. | 2011. | 2021. |

## Povijest
Prvi put se spominje 1398. pod imenom Malo Selo. 1868. godine doživljava svoj vrhunac. U mjestu funkcionira čak 11 brodogradilišta, te Mali Lošinj postaje mjesto s najjačom trgovačkom flotom na Jadranu – čak ispred Rijeke, Trsta i Venecije. Od 17. stoljeća brodogradnja bila je važna gospodarska grana u Malom Lošinju, a isticale su se obitelji Katarinić, Jerolimić, Martinolić, Kozulić, Nikolić, Skopinić, Premuda. Pronalaskom parnog stroja dolazi do stagnacije razvoja, a s pojavom bolesti vinove loze – filoksere – dolazi do raseljavanja stanovništva. 
Školstvo je na otoku Lošinju organizirala Katolička Crkva, a nositelj obrazovanja bilo je svećenstvo. Hrvatsko osnovno školstvo u Malom Lošinju korijen ima u 1903. godini kad je osnovana prva hrvatska osnovna škola u ovom kraju, zaslugom Družbe sv. Ćirila i Metoda uz pomoć Ivana Lovrića, u čijoj je kući škola otvorena. Do 1906. bila je to jedna od devet škola u kotaru Lošinju.
Poslije II. svjetskog rata Mali Lošinj ima samo 2200 stanovnka. Do 1918. je u sastavu Austro-Ugarske, a potom ga je okupirala Italija, kojoj je nakon Rapallskog ugovora i pripojen. Uslijedila je fašistička vlast u Italiji. Mnogi su onda prisilno talijanizirali prezimena, neki su iselili u Italiju, neki prije rata, drugi poslije 1945. godine. Oslobođen 1943. godine, kada je donesena odluka o pripajanju matici Hrvatskoj. Njemačka okupacija od 1943. do 20. travnja 1945. godine. Od 1945. do 1990. u sastavu Hrvatske unutar SFRJ, a od 1990. u sastavu samostalne Republike Hrvatske. Nakon osamostaljenja predsjednici Općine Cres-Lošinj bili su Hrvoje Lešić i Mario Hofmann, a nakon izdvajanja Općine Lošinj, Mario Hofmann, Dragan Balija i Gari Cappelli.

## Gospodarstvo
Najvažnije gospodarske grane su turizam, brodogradnja i ribarstvo.
Na otoku djeluje i niz manjih obrta – pratećih djelatnosti koje su u funkciji razvitka i cjelogodišnjeg života na otoku.
S uspjehom posluju brojni građevnski obrti, trgovine, servisi i ostale djelatnosti bez kojih bi život na otoku bio nemoguć

## Poznate osobe
Osobe rođene, podrijetlom ili su živile i radile u Malom Lošinju.
- Paolo Budinich, teorijski fizičar
- Ambroz Haračić, botaničar
- Antun Celestin Ivančić, ratni junak, pomorski kapetan, nositelj počasne zastavice Fortitudini navali[7]
- Nikola Martinolić, brodograditelj
- Agostino Straulino, osvajač odličja na OI u jedrenju[8][9][10]
- Nicolò Rode, osvajač odličja na OI u jedrenju[10]
- Mario Tarabocchia, brodograditelj, konstruktor brodova višestrukih finalista America's Cupa
- Josip Kašman, hrvatski operni pjevač
- Spiridon Gopčević (Leo Brenner), astronom
- Daniel Gospić, podvodni ribolovac
- Antonio Veić, tenisač
- Paolo Šepić, glazbeni producent[11]
- Valter Župan, biskup

## Spomenici i znamenitosti
- Šetalište Čikat, proteže se od Velog žala do Srebrne uvale.

### Arheološke i hidroarheološke zone i lokaliteti
- ruševine opatije sv. Petra u Osoru,
- priobalne vode od rta Kurila do uvale Velial,
- priobalne vode oko otoka Ilovika,
- prilazne vode Osorskom zaljevu,
- priobalne i prilazne vode otoka Unije,
- priobalne vode oko poluotoka Kolo u uvali Radiboj – Osorski zaljev,
- priobalne vode oko rta Madona u luci Čikat,
- priobalne vode oko otoka Unije, priobalne vode oko rta Margarin otoka Suska
- Biskupski dvor,
- Gradska vijećnica,
- Kapela sv. Gaudencija u Osoru,
- Crkva sv. Marije (Kapela Sv. Jakova),
- Katedrala sv. Marije,
- Crkva i samostan sv. Marije u Bijaru kod Osora,
- barokna župna crkva Male Gospe (Anuncijata) 1696.,
- crkvica Navještenja Blažene Djevice Marije
- spomenik podvodnom ribolovcu, djelo Vinka Matkovića, postavljen 1989. godine[12]

## Obrazovanje
- Osnovna škola Maria Martinolića
- Srednja škola Ambroza Haračića
- Osnovna glazbena škola Josip Kašman

Razvoj školstva i drugih kulturnih djelatnosti na otoku Lošinju bio je u skladu s potrebama tadašnjih žitelja i u skladu s materijalnim i gospodarskim mogućnostima građana. 
Crkva je organizirala školu, a svećenstvo je bilo nositelj obrazovanja. Hrvatska osnovna škola na ovom području utemeljena je 1903. godine zaslugom Družbe sv. Ćirila i Metoda uz pomoć Ivana Lovrića otvorena u njegovoj kući. Za prvog učitelja izabran je Josip Antun Kraljić. 
Škola je započela s dva razreda, a 1905. rad je proširen na tri razreda s više od 120 djece. Godine 1906. godine po nalogu Istarskog odbora napravljen je popis svih škola u tadašnjem kotaru Lošinju. Popis su sačinjavale tada samostalne škole: Susak, Ćunski, Unije, Ilovik, Osor, Nerezine, Ustrine, Veli Lošinj i Mali Lošinj.
Kontinuiran rad hrvatskog osnovnog obrazovanja počinje upravo 1945. godine, nakon rata. Posljednje 43 godine škola nosi ime Osnovna škola Maria Martinolića. Građani Malog Lošinja darovali su njegovo ime svojoj osnovnoj školi kao zalog za sjećanje na svoga rodoljuba i borca, a učenici i djelatnici škole slave svoj praznik – Dan škole upravo na njegov rođendan, 19. svibnja svake godine.
Osim bogate povijesti, škola se diči učenicima koji su po dobrim uspjesima poznati u cijeloj državi. 11.11.2006. otvorena je nova školska zgrada. Nova zgrada matične škole zauzima oko 4000 metara kvadratnih. Novoizgrađena zgrada je funkcionalna, širokih hodnika s višenamjenskim holom i školskom ambulantom. Zgrada posjeduje dvorišne prostore površine od 2500 kvadrata. Nedostaju vanjska igrališta koja bi se trebala izgraditi kada i športska dvorana. 
Nastava se odvija u jednoj smjeni za sve razredne odjele od 1. do 8. razreda. Započinje u 8 sati te postoje dva velika odmora za vrijeme kojih učenici jedu marendu u školskoj blagavaonici. Za učenike od 1. do 4. razreda organiziran je i produženi boravak nakon nastave do 16 sati.

## Tehnička kultura
- Zajednica tehničke kulture Grada Malog Lošinja[13]
- Zvjezdarnica Manora
- Astronomsko društvo „Leo Brenner”[14]
- Foto klub „Lošinj”[15]
- Moto klub „Lošinj”

## Kultura
- Lošinjski muzej[16][17]
- Osorske glazbene večeri (tijekom ljetnih mjeseci)
- Puhački orkestar "Josip Kašman"
- Lošinjske mažoretkinje
- Folklorna grupa "Manfrina"
- Katedra Čakavskog sabora Cres-Lošinj
- Ženska klapa "Augusta"

## Udruge
- Centar za zdravo odrastanje „Idem i ja” Mali Lošinj[18]
- Udruga multiple skleroze „Miranda” Mali Lošinj[19]
- Udruga „MLLinux” Mali Lošinj[20]
- Phil Stone Center za primijenjena društvena istraživanja[21]
- Udruga umirovljenika Grada Mali Lošinj[22]

## Šport
- Atletski klub Lošinj
- Boćarski klub Lošinj 90
- Društvo za športsku rekreaciju Lošinj
- Jedriličarski klub Jugo
- Košarkaški klub Jadranka
- Klub skijanja na vodi Lošinj
- Kuglački klub Jadranka hoteli
- Malonogometni klub Lošinj
- Nogometni klub Lošinj
- Sportski bridž klub Lošinj
- Sportsko-ribolovno društvo Udica
- Stolnoteniski klub Lošinj
- Streljački klub Mali Lošinj
- Šahovski klub Lošinj
- Športski karate klub Lošinj
- Športsko društvo Škarpina, Nerezine
- Teniski klub Lošinj-Jadranka
- Vaterpolski klub Lošinj
- Ženski odbojkaški klub Lošinj
- Ženski rukometni klub Mali Lošinj

Mali Lošinj je svjetsko središte športskog podvodnog ribolova. Bogata je tradicija ribolovnih natjecanja. U Malom Lošinju održana su svjetska prvenstva u podvodnom ribolovu 1957. (1. Svjetsko prvenstvo u podvodnom ribolovu) i 2010. godine, Euroafričko prvenstvo 1970. godine, nekoliko puta posljednja etapa Europskog, odnosno Euroafričkog kupa, više puta državna pojedinačna i momčadska prvenstva, Novogodišnji kup gradova (uz samo dva izostanka) od 1959. godine, Zimski kup nacija (od 1965., prvi put priređeno u Malom Lošinju).

## Zanimljivosti
- Po Malom Lošinju nazvan je asteroid 10415 Mali Lošinj.

## Vanjske poveznice
- Službene stranice grada Malog Lošinja

|  | Portal Hrvatske: pristup člancima s tematikom o Hrvatskoj |